# Powervolley Milano
Powervolley Milano är en volleybollklubb (herrar) från Milano, Italien. Klubben grundades 2010. Starten var turbulent. Klubben köpte spellicens från en annan klubb och kunde säsongen 2010-2011 starta direkt i serie B2. De vann serien och kvalificerade sig för serie B1. Därefter lade klubben först ner verksamheten, innan den återstartades igen. Under de kommande åren tog sig klubben upp genom seriesystemet så att de säsongen 2014-2015 debuterade i Superlega (högsta serien). Detta skedde i huvudsak genom att de köpte/bytte till sig spellicenser från andra klubbar. De etablerade sig i högstaserien och spelade säsongen 2018-2019 för första gången en i tävlingen på Europa-nivå (CEV Challenge Cup). När de för andra gången deltog i CEV Challenge Cup 2020-2021 vann de tävlingen.